# Filotas
Filotas (greacă Φιλώτας) este un oraș în Grecia în prefectura Florina.